# Línea 515n (Santiago de Chile)
La Línea 515n de Transantiago unía el Centro de Santiago con San Luis de Macul de Peñalolén.
La 515n era uno de los recorridos principales del sector centro de Santiago, así como también de acceso a la Avenida Providencia y el centro cívico de la comuna de Peñalolén, acercándolos en su paso, también a la Avenida Tobalaba y a través de la Avenida Departamental.
Formaba parte de la Unidad 5 del Transantiago, operada por Metbus, correspondiéndole el color turquesa a sus buses.
Este recorrido solo funcionaba durante la noche.

## Flota
El servicio 515n era operado principalmente con máquinas de 12 metros, con chasís Mercedes Benz O500U carrozadas por Caio Induscar (Mondego H) con caja ZF ECOMAT, los cuales tienen capacidad de 90 personas.

## Historia
La línea 515n fue concebida como una de las principales rutas del plan original de Transantiago. Su preponderancia aumenta al ser la línea que se sobrepone a la mayoría del trazado del servicio 514c de transantiago, el servicio es muy similar.
Fue eliminado en junio de 2020 debido a la baja demanda.

## Trazado

### 515n Centro - San Luis de Macul
| - Comuna de Santiago - Merced - Irene Morales - Av. Libertador Bernardo O'Higgins - Comuna de Providencia - Av. Providencia - Av. Nueva Providencia - Av. Pedro de Valdivia - Comuna de Ñuñoa - Av. Pedro de Valdivia - Comuna de Macul - Av. Pedro de Valdivia - Escuela Agrícola - Av. Macul - Comuna de Peñalolén - Doctor Amador Neghme Rodríguez - Caletera Vespucio - Av. Departamental - Caletera Vespucio - Av. San Luis de Macul - Av. Tobalaba - Av. Departamental | - Comuna de Peñalolén - Av. Departamental - Av. San Luis de Macul - Caletera Vespucio - Doctor Amador Neghme Rodríguez - Comuna de Macul - Av. Macul - Escuela Agrícola - Av. Pedro de Valdivia - Comuna de Ñuñoa - Av. Pedro de Valdivia - Comuna de Providencia - Av. Pedro de Valdivia - Av. Providencia - Comuna de Santiago - Av. Libertador Bernardo O'Higgins - Miraflores - Merced |

## Puntos de Interés
- Plaza Baquedano
- Hospital del Salvador
- Metro Ñuñoa
- Metro Pedro de Valdivia
- Metro Las Torres
- Metro Macul

- Datos: Q17620928